# 850 Altona
850 Altona
850 Altona là một tiểu hành tinh ở vành đai chính. Nó được Sergei Belyavsky phát hiện ngày 27.3.1916 ở Simeiz (Krym, Ukraina), và được đặt theo tên Altona, khu vực phía tây thành phố Hamburg (Đức), nơi có đài thiên văn mà H. C. Schumacher làm việc và bắt đầu xuất bản tờ báo thiên văn học Astronomische Nachrichten năm 1821.